# Nuculana conceptionis
Nuculana conceptionis är en musselart som först beskrevs av Dall 1896.  Nuculana conceptionis ingår i släktet Nuculana och familjen tandmusslor. Inga underarter finns listade i Catalogue of Life.